# 閻防
閻防（？—？），常山（今河北正定）人，唐朝詩人。
閻至之子，排行九，人稱閻九。生卒年不詳。開元二十二年（734年）李琚榜進士及第，曾官大理評事，后因事被貶為長沙司戶。天寶初年，隱居于終南山石門，在豐德寺附近築室讀書。有詩名，與劉慎虛、儲光羲、韋應物等友善，殷璠《河岳英靈集》評“其警策語多真素。”有詩集1卷，已佚。《全唐詩》存其詩5首。